# Oberlangheim
Oberlangheim ist ein Gemeindeteil der oberfränkischen Stadt Lichtenfels und eine Gemarkung im Landkreis Lichtenfels.

## Geografie
Das Kirchdorf liegt etwa sieben Kilometer südlich von Lichtenfels an der Kreisstraße LIF 22 in der Nähe der Basilika Vierzehnheiligen.
Einziger Ort auf der Gemarkung Oberlangheim ist das gleichnamige Kirchdorf. Die Nachbargemarkungen sind Langheim, Uetzing und Grundfeld.

## Geschichte
Oberlangheim wurde 1096 mit „Arnold, Sohn des Wickers de Lancheim“, erstmals erwähnt. Eine weitere urkundliche Nennung war 1249 in einer Bestätigung des Besitzes von Kloster Langheim als „de Oberen Lanckheym“. Bis 1803 gehörte der Ort als Pfarrgemeinde zum Kloster, bis dieses im Zuge der Säkularisation aufgelöst wurde. Mit dem Gemeindeedikt bildete der damalige Ort mit 181 Einwohnern ab 1818 eine Gemeinde.
1950 hatte Oberlangheim eine Fläche von 311,34 Hektar, 267 Einwohner und 46 Wohngebäude. Am 1. Januar 1978 erfolgte die Eingliederung von Oberlangheim in die Stadt Lichtenfels.
Südöstlich von Oberlangheim befindet sich an der Schwedenschanze in einem ehemaligen Steinbruch die im Jahr 2005 stillgelegte Deponie der Landkreise Lichtenfels und Kronach. Dort wurden fast zwei Millionen Kubikmeter Industrieabfälle und Hausmüll 33 Jahre lang entsorgt.

## Sehenswürdigkeiten

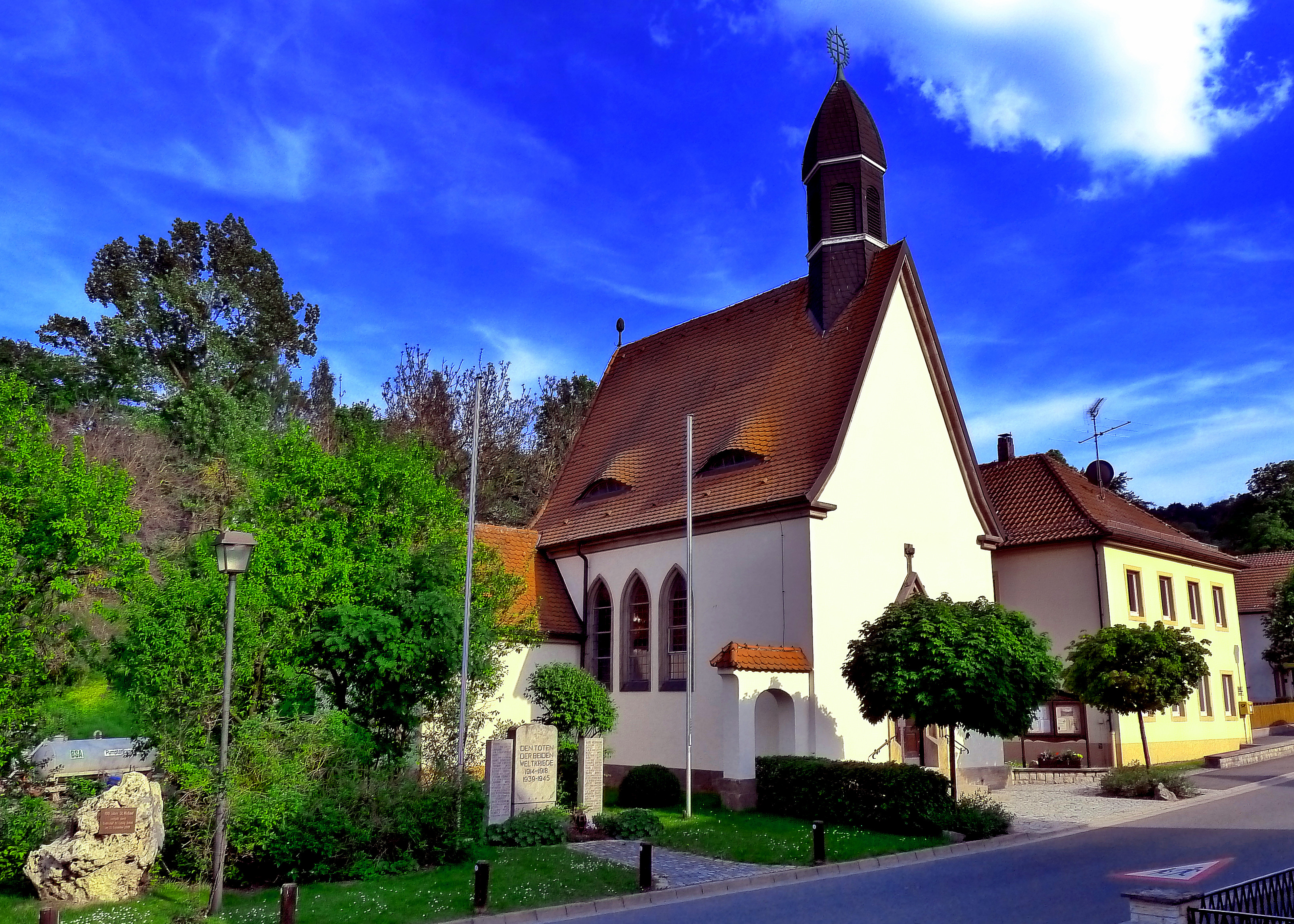
Kapelle St. Michael

- Abschnittsbefestigung Schwedenschanze
- Die Kapelle St. Michael wurde 1907 errichtet. Am 24. Oktober 1909 wurde sie von dem Bamberger Domkapitular Friedrich Karl Hümmer benediziert. Das dem heiligen Erzengel Michael geweihte Gotteshaus enthält den ehemaligen Hochaltar der Sepulturkapelle des Klosters Langheim. Die Brüstungsorgel stammt ungefähr aus dem Jahr 1850.

In der Liste der Baudenkmäler in Lichtenfels (Oberfranken) sind für Oberlangheim drei Baudenkmäler ausgewiesen.

## Sonstiges
Am vierten Sonntag im Oktober wird die Kirchweih gefeiert.